# Amvic Ferestre
Amvic Ferestre este o companie producătoare de tâmplărie termoizolantă din România. Compania a fost înființată în anul 1994, sub denumirea de „Corina Prod Service SRL”, având ca obiect principal de activitate execuția și montajul tâmplariei PVC și aluminiu. Amvic Ferestre face parte din grupul de companii Amvic, înființat în anul 2006. Grupul deține în localitatea Bragadiru o serie de hale de producție, cu o suprafață totală de 11.000 metri pătrați, unde realizează ferestre termoizolatoare, polistiren expandat și cofraje pentru construcții.
Număr de angajați în 2009: 90
Cifra de afaceri:
- 2008: 5 milioane euro[3]
- 2007: 6,1 milioane euro[3]